# 바르털 레인더르트 판데르바르던
바르털 레인더르트 판데르바르던(네덜란드어: Bartel Leendert van der Waerden, IPA: [vɑn dər ˈʋaːrdən], 1903년 2월 2일 ~ 1996년 1월 12일)은 네덜란드의 수학자이다.

## 저서
〈현대 대수학〉(Modern Algebar)